# Hans Conrad Gyger
Pour les articles homonymes, voir Gyger.
Hans Conrad Gyger, né le 22 juillet 1599 à Zurich et mort le 25 septembre 1674, est un ingénieur et cartographe suisse.

## Biographie
Il était le fils du vitrier Hans Georges Gyger et sa femme Elisabeth Meyer von Herisau. Il reçut une formation de fabricant de vitraux chez Christophe Nüscheler. En 1619 il devint compagnon et fut membre de la guilde zurichoises « Zunft zur Meisen ».

## Son œuvre cartographique

La grande carte en relief de Zurich "Gygerkarte"

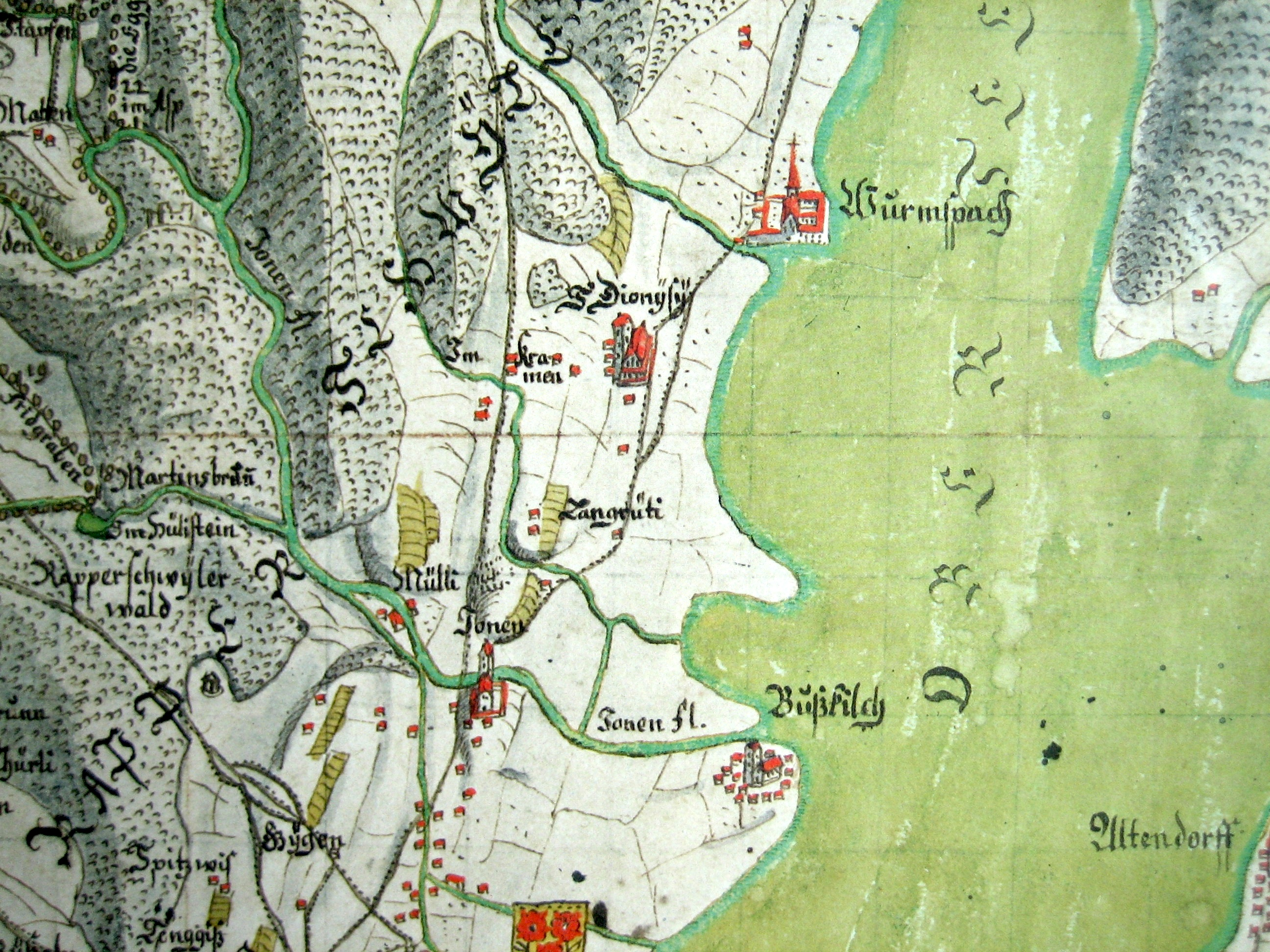
Exemple de carte de Gyger

Gyger publia plusieurs cartes du canton de Zurich et de la Suisse. De 1644 à 1660 il créa dix cartes du territoire zurichois sur lesquelles sont dessinés les points de rassemblement des troupes et les lieux dont elles devaient venir.
En même temps il travaillait pour le compte du gouvernement de Zurich à une grande carte en relief du canton peinte à la main (230 x 225 cm). Elle fut terminée en 1667 après un travail de 38 ans. À l'échelle 1:32 000 cette carte est considérée comme le chef-d'œuvre de la représentation en relief du terrain. Gyger était le premier à représenter un paysage de cette manière. À l'époque, et longtemps après encore, l'usage était de faire figurer sur des cartes les collines et les montagnes selon une perspective cavalière. Comme la carte était soumise au secret militaire, sa performance de pionnier n'eut pas d'influence directe sur les autres cartographes. C'est au cours du XVIIIe siècle que la « carte de Gyger » fut imitée.
Voici comment, en 1944, dans la revue mensuelle Atlantis, le cartographe suisse Eduard Imhof a salué Gyger et ses travaux « Une telle carte dépasse non seulement toutes les autres cartes suisses des XVIIe et XVIIIe siècles, mais à l'étranger aussi rien à l'époque ne pouvait rivaliser avec elle. On peut vraiment dire que jusqu'à nos jours elle n'a nulle part été dépassée pour sa façon de faire saisir immédiatement un paysage. »
À côté de son travail comme dessinateur de cartes, Gyger travailla également à la fabrication de vitraux.